# Mankells Wallander: Abschied
Abschied (schwedisch: Sorgfågeln) ist ein schwedisch-deutscher Fernsehfilm aus dem Jahr 2013.
Es handelt sich um die sechste Folge der dritten Staffel, also die insgesamt zweiunddreißigste und letzte Folge der schwedischen Kriminalserie Mankells Wallander mit Krister Henriksson in der Hauptrolle. Die Erstausstrahlung in Schweden fand am 30. Juli 2013 auf TV4 statt; die deutschsprachige Erstausstrahlung erfolgte am 12. Januar 2014 auf Das Erste.

## Handlung
Es geht auf Weihnachten zu.
Zwecks Budgeteinsparungen soll die Ystader Polizei mit der Polizei von Malmö zusammengelegt werden.
Da wird Paolo Salino, Besitzer mehrerer Nobelrestaurants, entführt. Seine Frau Malin sagt aus, dass Salino in einem großen Jeep entführt wurde, und stellt die Vermutung auf, dass es auch jemand auf sie abgesehen haben könnte. Salinos Chauffeur Gino ist im Krankenhaus und noch nicht ansprechbar.
Vor elf Jahren war Paolo Salino war für drei Monate wegen Drogenbesitzes im Gefängnis, ein Jahr zuvor hat die Polizei in Malmö wegen des Verdachts auf Drogenhandel gegen ihn ermittelt, doch dies verlief im Sande. In Malmö lernen Wallander und Linda die Polizistin Jenny Blom kennen, die gegen Salino ermittelt hat. Jenny Blum und ihre Kollegin haben ihn observiert und gerieten in eine gefährliche Situation, ohne Verstärkung zu rufen, weswegen die Kollegin überfahren wurde. Sie hatte ihn des Drogenhandels verdächtigt, weil sein Restaurantbetrieb mehr Umsatz abwarf als man vermuten könnte.
Salinos kleine Tochter Iris erzählt Wallander, dass ein Polizist im Restaurant ihres Vaters war und dass ihr Vater mit ihm Geschäfte gemacht hat. Malin Salino berichtet von Olle Tjäder, dem die Salinos das Restaurant in Ystad abgekauft haben und der die Salinos in letzter Zeit immer öfter belästigt hat und gemeint hat, die Salinos hätten zu wenig bezahlt. Olle Tjäder hatte drei Anzeigen wegen Trunkenheit am Steuer und war in den 1990er Jahren Sänger verschiedener Bands.
Mattson bittet Martinsson, ihn über Wallanders Zustand auf dem Laufenden zu halten.
Olle Tjäders Frau Ulrike bestreitet, dass er irgendetwas mit der Entführung zu tun haben könnte.
Paolo Salino befindet sich inzwischen in einer Kiste in einer Garage.
Als Wallander und Linda Olle Tjäder befragen, gibt dieser zu, dass er am Vorabend zur Tatzeit betrunken war. Er ist stolz, dass er wieder clean ist. Wallander lässt Olle Tjäder beschatten. Die zwei Beamten, die ihn observieren, beobachten, wie er Abends nach einem Streit mit seiner Frau in die Innenstadt läuft, verlieren dann aber seine Spur. Wenig später wird er tot aufgefunden. Er hat eine Überdosis Heroin im Blut und wurde misshandelt. Bei ihm zuhause wird ein Teil einer Maske von der Entführung gefunden. Wallander und Linda befragen Jenny Blom, die es jedoch ablehnt, bei den Ermittlungen zu helfen.
Auf dem Heimweg erleidet Wallander einen Zusammenbruch. Laut Untersuchung im Krankenhaus ist mit seinem Herz alles in Ordnung, jedoch hat sich laut EEG der Grundrhythmus seines Gehirns verlangsamt. Die Ärztin würde Wallander gerne öfter untersuchen, ferner rät sie ihm, beruflich herunterzuschalten, worauf Wallander jedoch wütend reagiert. Am Strand hält Wallander mit seinem Vater Zwiesprache über das Älterwerden; sein Vater rät ihm, loszulassen. Hans gegenüber zeigt Linda sich verzweifelt wegen der Situation ihres Vaters.
Eine Frauenstimme fragt Salino nach dem Namen desjenigen, der ihm hilft.
Jenny Blom erklärt sich bereit, Wallander bei den Ermittlungen zu helfen, weil sie das Gefühl hat, ihm vertrauen zu können. Olle Tjäder war ihr Informant. Sie glaubt, dass es bei den Ermittlungen eine undichte Stelle gab, denn es kam nie etwas dabei raus. Sie kann sich auch nicht vorstellen, dass er eine Überdosis genommen hat.
Als Gino wieder aus dem Krankenhaus kommt und Wallander und Jenny Blom ihn befragen wollen, ist Jennys Chef Thorson bei ihm. Als Wallander ihn fragt, was er hier macht, ergreift er die Flucht. Jenny fährt ihn nach Hause. Unterwegs bedroht sie ihn mit der Pistole, weil sie ihn für die undichte Stelle hält. Thorson sagt, die undichte Stelle befände sich eine Führungsebene über ihm. Jenny lässt ihn ohne Schuhe weiterlaufen.
Wallander beschwert sich bei Mattson, warum er mit Thorson die Kollegen in Malmö informiert hat, schließlich leite immer noch er die Ermittlungen. Mattson bestreitet, jemanden in Malmö informiert zu haben.
Malin Salino sagt aus, Thorson nicht zu kennen. Als Wallander darum bittet, Iris fragen zu dürfen, weist Malin Salino darauf hin, dass sie ihr von den aktuellen Vorkommnissen erst nach Weihnachten erzählen will. Iris erkennt Thorson auf dem Foto auch nicht wieder.
Nyberg findet in Salinos Restaurant eine Liste mit Daten und Codenamen mit Beträgen, möglicherweise Bestechungsgelder.
Als Martinsson berichtet, dass er Thorson schon den ganzen Tag nicht erreicht hat, lässt Wallander Thorsons Wohnung öffnen, wo er ihn tot vorfindet. Er wurde aus nächster Nähe erschossen und hatte seine Dienstwaffe in der Hand, der eine Patrone im Magazin fehlt. Laut Nyberg war es kein aufgesetzter Schuss und daher auch kein Selbstmord. Nyberg stellt fest, dass Thorson ohne Schuhe durch den Schnee gelaufen ist.
Salinos Kiste wird geöffnet. Es ist Jenny Blom, die ihm sagt, dass sie Thorson getötet hat. Sie beschuldigt Salino, Thorson bestochen zu haben. Aber es hätte noch jemanden weiter oben gegeben; Jenny will nun wissen, wer das ist.
Laut Nybergs Analyse handelt es sich bei der Kugel, die Thorson getötet hat, um ein Hohlspitzgeschoss, um Polizeimunition Speed Gold Dot. Die Ermittlungen richten sich gegen Jenny, weil sie Thorson nach der Vernehmung nach Hause gefahren hat und für die Zeit bis zu seinem Tod kein Alibi hat.
Mattson konfrontiert Wallander damit, dass er von seiner Alzheimer-Erkrankung weiß und übergibt Martinsson die Verantwortung für den Fall. Martinsson befragt Jenny, was aber nicht zu neuen Erkenntnissen führt, während Nyberg bei der ballistischen Untersuchung von Jennys Waffe keine Übereinstimmung mit der Tatwaffe und auch ansonsten keine Anhaltspunkte gegen Jenny findet. Jenny wird wieder freigelassen.
Wallander spielt mit dem Gedanken, sich das Leben zu nehmen.
Jenny besucht Wallander und erzählt ihm, dass sie Thorson als undichte Stelle identifiziert hat und dass es weiter oben noch jemanden gibt, sie aber nur nicht weiß, wer das ist. Jenny bedroht Salino, der aber immer noch nicht preisgibt, wer die weitere undichte Stelle ist.
Als Wallander am nächsten Tag ins Präsidium kommt, um seine Sachen zu packen, kommt Malin Salina mit Iris zu einem Termin zu Martinsson. Iris erzählt Wallander, dass ihr Vater gefunden wurde. Sie identifiziert Mattson als den Polizisten, der die Geschäfte mit ihrem Vater gemacht hat. Wallander bittet Nyberg heimlich, Mattsons Waffe ballistisch zu untersuchen, wonach Mattsons Waffe wahrscheinlich die Mordwaffe ist. Als Mattson das Fehlen seiner Dienstwaffe bemerkt, bricht jemand bei Wallander ein und stiehlt die Waffe. Jenny bricht bei Mattson ein. Nach einem Schusswechsel bedroht sie ihn und will ihn zum Suizid zwingen. Da kommt Wallander dazu und versucht, sie von ihrem Vorhaben abzubringen. Mattson nutzt einen für ihn günstigen Moment und schießt Jenny an. Linda und Martinsson kommen hinzu, woraufhin Mattson sich ergibt. Jenny stirbt unter Wallanders Händen.
Während einer Gedenkminute für Jenny gibt Wallander bekannt, dass er mit der obersten Polizeibehörde gesprochen hat, die die Polizeistationen von Ystad und Malmö nun doch nicht zusammenlegen wird. Zusätzlich gibt er seinen Abschied aus dem Polizeidienst wegen seiner Alzheimer-Erkrankung bekannt. Er erklärt Martinsson zu seinem Nachfolger.
Wallander genießt das Familienleben mit Jussi, Linda, Hans und seinen beiden Enkeltöchtern.

## Kritiken
„Düster-melancholischer (Fernsehserien-)Kriminalfilm, geprägt von einer Atmosphäre des Verrats, aber auch des zwangsweisen Abschieds eines Workaholics von seiner Arbeit. - Ab 16.“